# Vélingara Ferlo
Ne doit pas être confondu avec Vélingara.
Vélingara Ferlo est une localité du Sénégal, située dans le département de Ranérou-Ferlo et la région de Matam.
C'est le chef-lieu de l'arrondissement de Vélingara depuis la création de celui-ci par un décret du 10 juillet 2008.